# Temporada 1977-78 de los Indiana Pacers
La temporada 1977-78 fue la segunda de los Indiana Pacers en la NBA, tras la fusión de la liga con la ABA, donde había jugado nueve temporadas más. La temporada regular acabó con 31 victorias y 51 derrotas, ocupando el décimo puesto de la conferencia Oeste, no logrando clasificarse para los playoffs.

## Elecciones en elDraft
| Ronda | Puesto | Jugador        | Posición | Nacionalidad   | Universidad    |
| ----- | ------ | -------------- | -------- | -------------- | -------------- |
| 2     | 29     | Alonzo Bradley | Alero    | Estados Unidos | Texas Southern |
| 6     | 117    | Tom Scheffler  | Pívot    | Estados Unidos | Purdue         |

## Temporada regular
| División Medio Oeste | División Medio Oeste | División Medio Oeste | División Medio Oeste | División Medio Oeste | División Medio Oeste | División Medio Oeste | División Medio Oeste | División Medio Oeste |
| Equipo               | G                    | P                    | %                    | PD                   | Casa                 | Fuera                | Div                  |                      |
| -------------------- | -------------------- | -------------------- | -------------------- | -------------------- | -------------------- | -------------------- | -------------------- | -------------------- |
| y-Denver Nuggets     | 48                   | 34                   | .585                 | –                    | 33–8                 | 15–26                | 11–9                 |                      |
| x-Milwaukee Bucks    | 44                   | 38                   | .537                 | 4                    | 28–13                | 16–25                | 14–6                 |                      |
| Chicago Bulls        | 40                   | 42                   | .488                 | 8                    | 29–12                | 11–30                | 8–12                 |                      |
| Detroit Pistons      | 38                   | 44                   | .463                 | 10                   | 24–17                | 14–27                | 8–12                 |                      |
| Indiana Pacers       | 31                   | 51                   | .378                 | 17                   | 21–20                | 10–31                | 8–12                 |                      |
| Kansas City Kings    | 31                   | 51                   | .378                 | 17                   | 22–19                | 9–32                 | 11–9                 |                      |

## Estadísticas
| Rk | Jugador         | Edad | P  | PT | MP   | TC  | TCI  | %TC  | TL  | TLI  | %TL  | RO  | RD  | RT   | AS  | RB  | TAP | BP  | FP  | PTS  |
| -- | --------------- | ---- | -- | -- | ---- | --- | ---- | ---- | --- | ---- | ---- | --- | --- | ---- | --- | --- | --- | --- | --- | ---- |
| 1  | Adrian Dantley  | 22   | 23 |    | 41.2 | 8.7 | 17.5 | .499 | 9.0 | 11.4 | .787 | 4.1 | 5.3 | 9.4  | 2.8 | 2.1 | 0.7 | 2.9 | 3.3 | 26.5 |
| 2  | Ricky Sobers    | 25   | 79 |    | 38.2 | 7.0 | 15.5 | .453 | 4.2 | 5.1  | .825 | 1.2 | 3.0 | 4.1  | 7.4 | 2.2 | 0.3 | 4.5 | 3.9 | 18.2 |
| 3  | John Williamson | 26   | 42 |    | 34.5 | 8.0 | 18.9 | .421 | 3.2 | 3.8  | .832 | 0.8 | 2.0 | 2.9  | 3.1 | 1.1 | 0.0 | 3.0 | 3.1 | 19.1 |
| 4  | Mike Bantom     | 26   | 82 |    | 33.8 | 6.1 | 12.8 | .479 | 3.1 | 4.2  | .743 | 2.2 | 5.2 | 7.4  | 2.9 | 1.2 | 0.6 | 2.7 | 4.1 | 15.3 |
| 5  | Earl Tatum      | 24   | 57 |    | 32.6 | 6.3 | 13.6 | .462 | 1.9 | 2.4  | .788 | 1.0 | 2.6 | 3.6  | 4.0 | 1.8 | 0.5 | 2.3 | 3.0 | 14.4 |
| 6  | Dan Roundfield  | 24   | 79 |    | 30.7 | 5.3 | 10.9 | .489 | 2.8 | 3.8  | .727 | 3.5 | 6.7 | 10.2 | 2.5 | 1.0 | 1.9 | 2.5 | 3.8 | 13.4 |
| 7  | James Edwards   | 22   | 58 |    | 29.0 | 6.0 | 13.4 | .450 | 3.3 | 5.1  | .649 | 2.6 | 4.9 | 7.5  | 1.0 | 0.6 | 0.9 | 1.9 | 4.0 | 15.4 |
| 8  | Dave Robisch    | 28   | 23 |    | 26.0 | 3.2 | 7.9  | .403 | 2.2 | 2.8  | .781 | 2.0 | 5.5 | 7.5  | 2.1 | 0.9 | 0.7 | 1.5 | 2.6 | 8.5  |
| 9  | Ron Behagen     | 27   | 51 |    | 22.2 | 4.4 | 10.7 | .408 | 2.5 | 3.5  | .727 | 2.9 | 3.7 | 6.5  | 1.3 | 0.6 | 0.4 | 2.2 | 3.1 | 11.2 |
| 10 | Len Elmore      | 25   | 69 |    | 19.2 | 2.1 | 5.6  | .368 | 1.3 | 1.9  | .667 | 2.0 | 4.1 | 6.1  | 1.2 | 1.1 | 1.0 | 1.1 | 2.5 | 5.4  |
| 11 | Bob Carrington  | 24   | 35 |    | 17.7 | 2.7 | 5.6  | .487 | 1.7 | 2.1  | .784 | 0.8 | 1.0 | 1.8  | 1.8 | 0.6 | 0.3 | 1.5 | 2.1 | 7.1  |
| 12 | Mike Flynn      | 24   | 71 |    | 13.5 | 1.7 | 3.8  | .449 | 0.8 | 1.4  | .567 | 0.7 | 1.0 | 1.6  | 2.0 | 0.6 | 0.1 | 1.1 | 0.7 | 4.2  |
| 13 | Johnny Neumann  | 26   | 20 |    | 10.8 | 1.8 | 4.3  | .407 | 0.7 | 0.9  | .722 | 0.3 | 0.5 | 0.7  | 1.4 | 0.3 | 0.1 | 1.1 | 1.2 | 4.2  |
| 14 | Steve Green     | 24   | 44 |    | 10.2 | 1.3 | 2.9  | .438 | 0.9 | 1.3  | .696 | 0.7 | 0.9 | 1.6  | 0.7 | 0.3 | 0.0 | 0.5 | 1.5 | 3.4  |
| 15 | Mel Bennett     | 23   | 31 |    | 9.2  | 0.7 | 2.6  | .284 | 0.9 | 1.5  | .622 | 1.6 | 1.4 | 3.0  | 0.7 | 0.4 | 0.2 | 1.0 | 1.7 | 2.4  |
| 16 | Bobby Wilson    | 27   | 12 |    | 7.2  | 1.2 | 3.0  | .389 | 0.2 | 0.3  | .667 | 0.5 | 0.5 | 1.0  | 0.7 | 0.2 | 0.1 | 0.5 | 1.3 | 2.5  |
| 17 | Willie Smith    | 24   | 1  |    | 7.0  | 0.0 | 0.0  |      | 0.0 | 0.0  |      | 0.0 | 0.0 | 0.0  | 1.0 | 0.0 | 0.0 | 0.0 | 1.0 | 0.0  |

## Galardones y récords
| Jugador  | Galardón                           |
| Don Buse | Mejor quinteto defensivo de la NBA |